# Застава (станция)
Заста́ва — техническая железнодорожная станция на 439,9 км перегона Веркко — Новые Пески линии Суоярви — Томицы — Петрозаводск. Расположена на территории Эссойльского сельского поселения Пряжинского национального района Республики Карелия. Открыта в 1940 году. В здании станции находится дежурный по станции, а также располагается пост ЭЦ, обеспечивающий  полуавтоблокировку на линии.
С 2014 года пассажирские поезда проходят станцию без остановки. В середине 2010-х годов на станции были установлены новые информационные таблички с названием станции.

## Прежнее название станции
В период с 1941 по 1944 год станция получила финское наименование Veskelys, по названию близлежащего посёлка Вешкелица.

## История
Строительство линии Суоярви — Петрозаводск протяженностью почти в 130 километров было начато в марте 1939 года в связи с началом Зимней войны. Участок был построен советскими строителями всего за 3,5 месяца, и уже в марте 1940 года на линии было открыто движение. С 1941 по 1944 Финляндия по новой захватила Олонецкий перешеек, в результате чего все станции и остановочные пункты линии получили финские наименования.

## Галерея

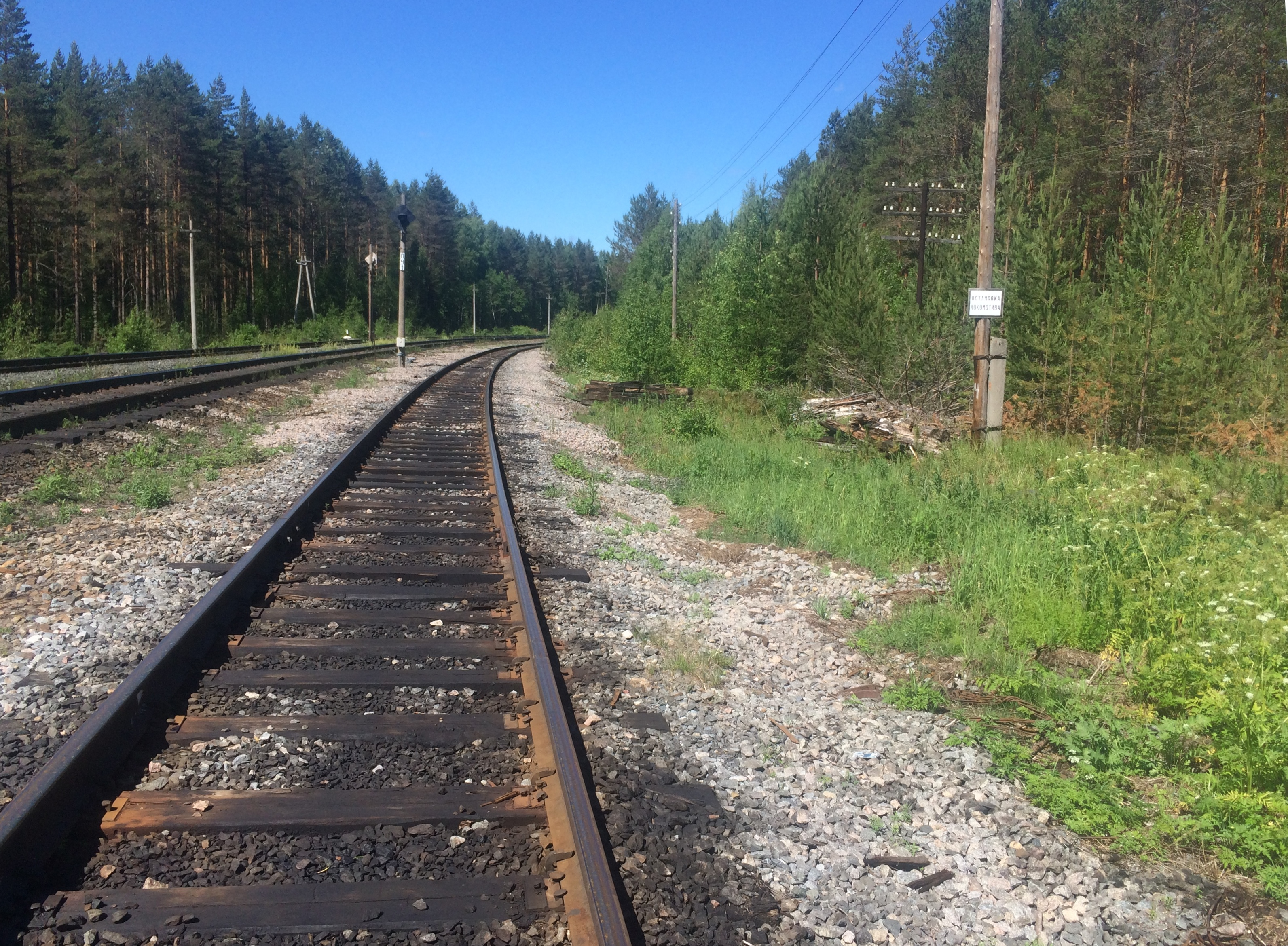
Вид в сторону Веркко.
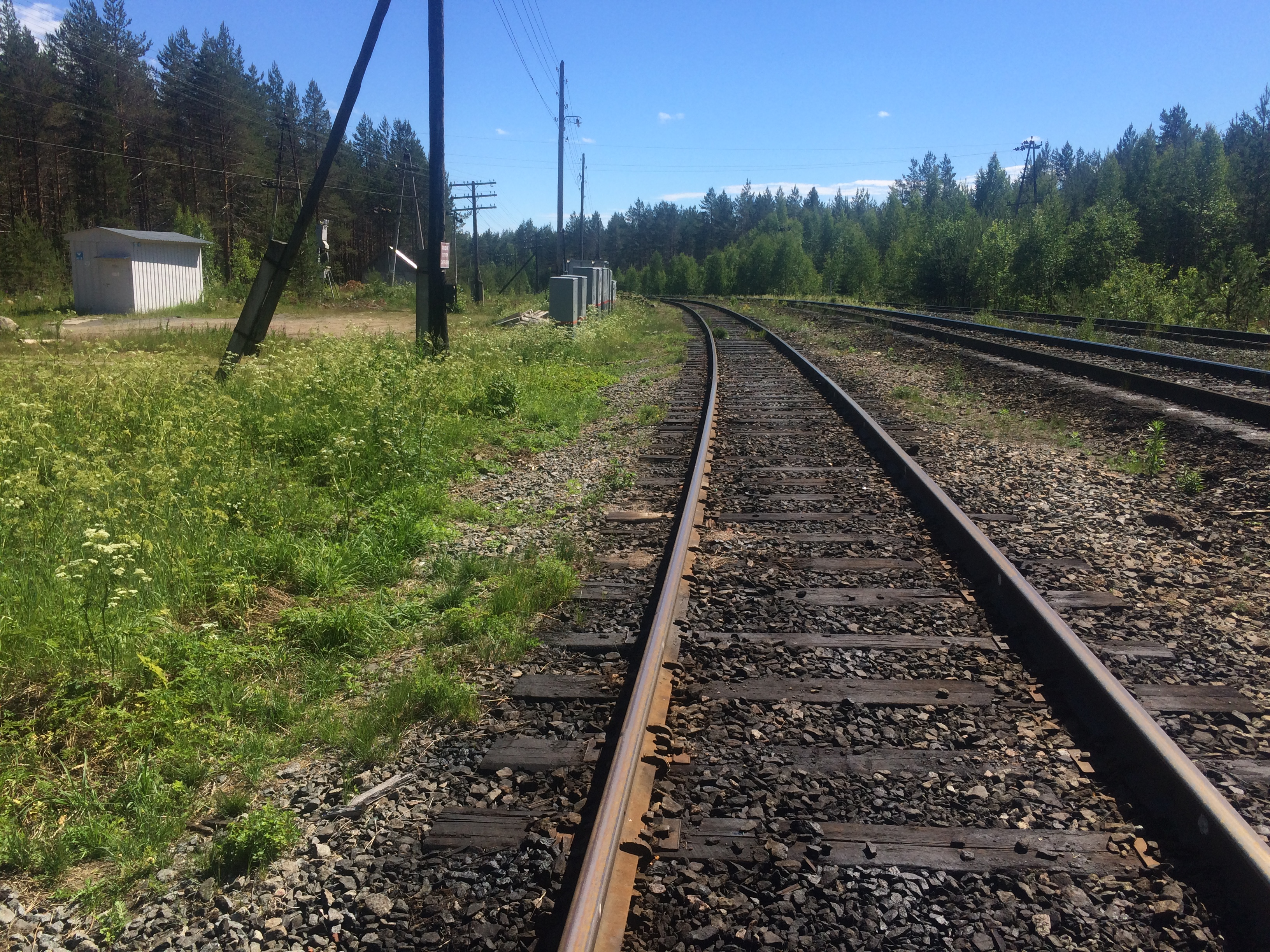
Вид в сторону Новых Песков.
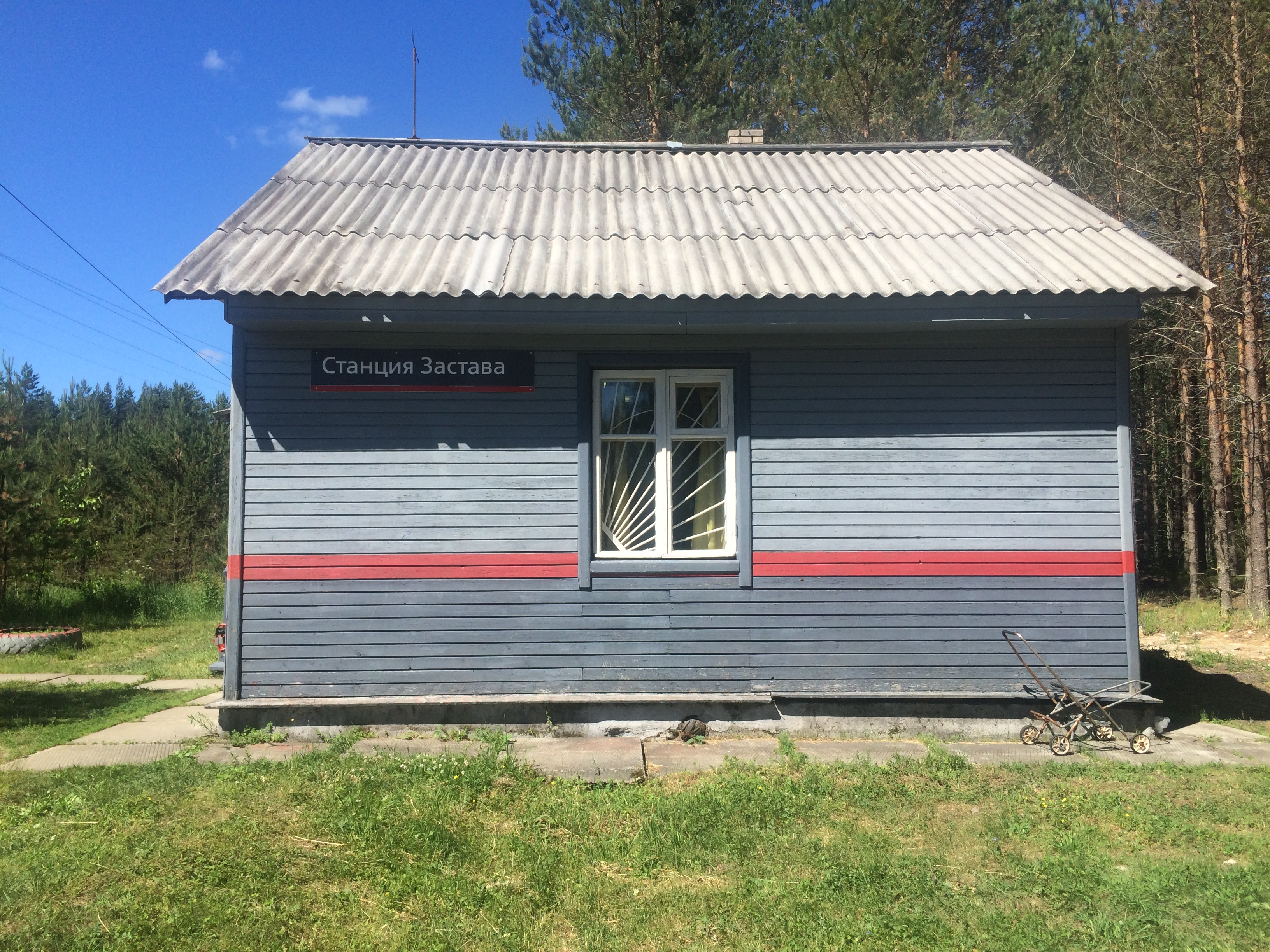
Пост ЭЦ.
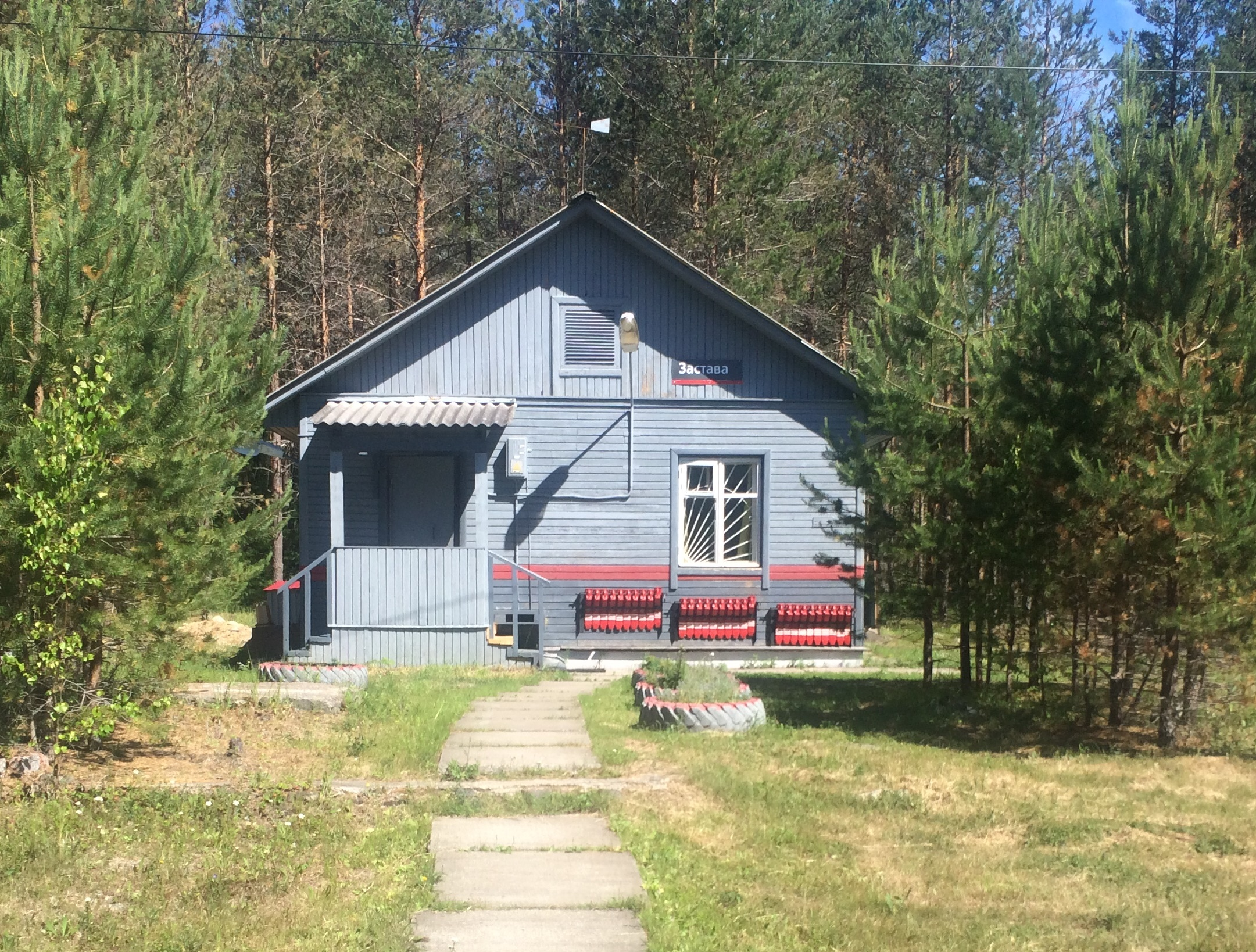
Пост ЭЦ.